# Гук (прізвисько)
Гук (англ. Gook) — розмовне слово, що означає бруд, дорожнє місиво, в'язка рідина або їжа; місиво, розмазня; (презирливо) бовдур; селюк; покидьок — зневажливе прізвисько азіатів в американському військовому жаргоні з середини XX століття.
Також використовується англомовними американцями для позначення «брудної, липкої, субстанції з неприємним запахом», але про будь-який зв'язку цих двох слів невідомо.

## Походження
Оксфордський англійський словник не дає відомих версій походження цього слова.
В 1899 році це слово було в ужитку у американських військових для позначення філіппінців під час заколоту на Філіппінах. Можливо, воно було запозичене з філіппінської мови, або стало наслідувальне американцями з філіппінської мови (див. Варвар). Термін Goo-Goo «спокусливі очі» вживався з 1900 року, можливо, має інше походження. З плином часу прізвисько Гук стало застосовуватися до жителів Нікарагуа, а під час першої світової війни — для вихідців з будь-яких островів Тихого океану. Слово як жаргонізм вживалося в 1950 — х роках під час Корейської війни. Можливо, американські військові інтерпретували корейське слово «мігук» (кор. 미국), що означає в перекладі « Америка» як «Me — gook» (‘я гук’).
Під час війни у В'єтнамі в 1960 — х роках це слово набуло поширення серед американських солдатів по відношенню до азіатів, в результаті чого воно почало широко використовуватися і далі поширилося в англомовні країни.
Слово «гук» також вживалося родезійськими військовими в період Війни в Південній Родезії для позначення чорношкірих повстанців ЗАНУ і ЗАПУ (мабуть, слово прийшло в їх лексикон завдяки американцям-ветеранам війни у В'єтнамі, які служили в родезійській армії).

## В США
У США прізвисько «гук» найбільш часто використовується по відношенню до комуністичних солдатів в контексті В'єтнамської війни. Воно вважається надзвичайно принизливим епітетом і прирівнюється до образи «чорношкірий». Одного разу сенатор Джон Маккейн, який побував у в'єтнамському полоні, використав це слово у фразі «Я ненавиджу гуків. Я буду ненавидіти їх, поки я живий» і в підсумку змушений був принести вибачення усій в'єтнамській спільноті.
В 1969 році вийшла стаття, написана Робертом Г. Кейсер, що описує використання слова «гук».